# Ranunculus allenii
Ranunculus allenii B.L. Rob. – gatunek rośliny z rodziny jaskrowatych (Ranunculaceae Juss.). Występuje endemicznie w Kanadzie w prowincjach Quebec oraz Nowa Fundlandia i Labrador, a także na terytorium Nunavut. 

## Morfologia
PokrójBylina o lekko owłosionych pędach. Dorasta do 5–20 cm wysokości.
LiścieMają nerkowaty lub półokrągły kształt, czasami są trójlistkowe. Mają 1,5–2 cm długości oraz 2–3 cm szerokości. Nasada liścia ma sercowaty lub ucięty kształt. Są karbowane, z zaokrąglonym wierzchołkiem.
KwiatySą pojedyncze lub zebrane od 2 do 4 w kwiatostanach. Pojawiają się na końcówkach pędów. Mają żółtą barwę. Mają 5 lekko owłosionych działek kielicha, które dorastają do 4–6 mm długości. Mają 5 płatków o długości 4–5 mm.
OwoceNagie niełupki o długości 1–2 mm. Zebrane są w jajowatych lub cylindrycznych główkach o długości 4–5 mm długości.

## Biologia i ekologia
Rośnie na podmokłych łąkach i brzegach jezior. Występuje na wysokości od 700 do 1300 m n.p.m. Kwitnie od lipca do sierpnia.